# 托马斯·哈克尔·韦勒
托马斯·哈克尔·韦勒（Thomas Huckle Weller，1915年6月15日—2008年8月23日）是一位美国病毒学家。1954年，他与约翰·富兰克林·恩德斯、弗雷德里克·查普曼·罗宾斯一同被授予了诺贝尔生理学或医学奖，以表彰他们在实验环境下培育脊髓灰质炎病毒的成就。
除了赢取诺贝尔奖的在脊髓灰质炎的研究，韦勒还为血吸虫病与柯萨奇病毒的治疗作出了贡献。
1945年，韦勒与凯瑟琳·费伊（Kathleen Fahey）结婚。他们有两个儿子与两个女儿。

## 延伸阅读
- Ligon BL. 2002. Thomas Huckle Weller MD: Nobel Laureate and research pioneer in poliomyelitis, varicella-zoster virus, cytomegalovirus, rubella, and other infectious diseases. Seminars in Pediatric Infectious Diseases 13:55-63 PMID 12118846